# كارمين ماركأنتونيو
كارمين ماركأنتونيو هو لاعب كرة قدم كندي في مركز الوسط، ولد في 21 نوفمبر 1954 في كاستل دي سانغرو في إيطاليا. شارك مع منتخب كندا لكرة القدم. أما مع النوادي، فقد لعب مع تورونتو بليزارد ونيويورك كوسموس.

## وصلات خارجية
- كارمين ماركأنتونيو على موقع قاعدة بيانات كرة القدم.إي يو (الإنجليزية)
- كارمين ماركأنتونيو على موقع ناشيونال فوتبول تيمز (الإنجليزية)